# The Best of Pink Floyd: A Foot in the Door
The Best of Pink Floyd: A Foot in the Door é um álbum de grandes êxitos da banda de rock progressivo Pink Floyd, lançada em novembro de 2011 pela gravadora EMI.

## Contexto
O trabalho faz parte da linha de remasterização Why Pink Floyd...?, realizada em 2011 e 2012 pelos três integrantes ainda vivos do conjunto, Roger Waters, David Gilmour e Nick Mason. A obra compreende canções de todo o período em que esteve ativa, englobando a maioria dos álbuns de estúdio, incluindo o single "See Emily Play".

## Lançamento e recepção
A crítica da Allmusic atribuiu quatro estrelas de cinco, destacando que a seleção é razoável, embora a presença de "The Fletcher Memorial Home" foi desnecessária, em que poderia ser substituída por outra, como "Run Like Hell", "One of These Days" ou "Young Lust".

## Faixas
| N.º            | Título                                             | Álbum original                                                                                           | Duração |  |
| 1.             | "Hey You"                                          | The Wall                                                                                                 | 4:40    |  |
| 2.             | "See Emily Play"                                   | Álbum single; aparece em Relics, 1971 e original nas versões EUA/Japão de The Piper at the Gates of Dawn | 2:48    |  |
| 3.             | "The Happiest Days of Our Lives"                   | The Wall                                                                                                 | 1:32    |  |
| 4.             | "Another Brick in the Wall (Part 2)"               | The Wall                                                                                                 | 3:48    |  |
| 5.             | "Have a Cigar"                                     | Wish You Were Here                                                                                       | 5:08    |  |
| 6.             | "Wish You Were Here"                               | Wish You Were Here                                                                                       | 5:05    |  |
| 7.             | "Time" (editada)                                   | The Dark Side of the Moon                                                                                | 6:20    |  |
| 8.             | "The Great Gig in the Sky"                         | The Dark Side of the Moon                                                                                | 4:36    |  |
| 9.             | "Money"                                            | The Dark Side of the Moon                                                                                | 6:34    |  |
| 10.            | "Comfortably Numb"                                 | The Wall                                                                                                 | 6:19    |  |
| 11.            | "High Hopes" (editada)                             | The Division Bell                                                                                        | 6:55    |  |
| 12.            | "Learning to Fly"                                  | A Momentary Lapse of Reason                                                                              | 4:49    |  |
| 13.            | "The Fletcher Memorial Home"                       | The Final Cut                                                                                            | 4:11    |  |
| 14.            | "Shine On You Crazy Diamond" (editada, partes 1-5) | Wish You Were Here                                                                                       | 11:05   |  |
| 15.            | "Brain Damage"                                     | The Dark Side of the Moon                                                                                | 3:46    |  |
| 16.            | "Eclipse" (com precoce fade-out)                   | The Dark Side of the Moon                                                                                | 1:53    |  |
| Duração total: | Duração total:                                     | Duração total:                                                                                           | 79:39   |  |

## Ficha técnica
Banda
- David Gilmour - Vocal, guitarra
- Roger Waters - Vocal, baixo
- Nick Mason - Bateria
- Richard Wright - Teclado, piano, sintetizadores
- Syd Barrett - Vocal, guitarra

## Paradas
| Chart (2011)                        | Melhor posição |
| ----------------------------------- | -------------- |
| Áustria (Ö3 Austria Top 40)         | 25             |
| Bélgica (Ultratop Valônia)          | 16             |
| Canadian Albums Chart               | 22             |
| Croatian Foreign Albums Chart       | 14             |
| França (SNEP)                       | 28             |
| Greek Albums Chart                  | 21             |
| Hungria (MAHASZ)                    | 34             |
| Irish Albums Chart                  | 14             |
| Itália (FIMI)                       | 4              |
| México (Top 100)                    | 72             |
| Nova Zelândia (RMNZ)                | 8              |
| Polónia (ZPAV)                      | 16             |
| Portugal (AFP)                      | 10             |
| Scottish Albums Chart               | 12             |
| Espanha (PROMUSICAE)                | 27             |
| Suécia (Sverigetopplistan)          | 7              |
| Suíça (Schweizer Hitparade)         | 23             |
| Reino Unido (Official Albums Chart) | 14             |
| Estados Unidos (Billboard 200)      | 50             |

| Chart (2012)                    | Peak position |
| ------------------------------- | ------------- |
| Australian Albums Chart         | 15            |
| Belgian (Flanders) Albums Chart | 23            |
| Danish Albums Chart             | 11            |
| Dutch Albums Chart              | 21            |
| Norwegian Albums Chart          | 4             |

| Chart (2011)            | Melhor posição |
| ----------------------- | -------------- |
| Australian Albums Chart | 64             |
| Danish Albums Chart     | 47             |